# Michael McPhail
Michael McPhail (Darlington, 15 dicembre 1981) è un tiratore a segno statunitense, che ha rappresentato gli Stati Uniti ai Giochi olimpici di Rio de Janeiro 2016.

## Palmarès
- Giochi panamericani

Guadalajara 2011: oro nella carabina 50 metri a terra